# Moviment Llibertat (Eslovènia)
El Moviment Llibertat (eslovè: Gibanje Svoboda), anteriorment conegut com a Partit de les Accions Ecologistes (eslovè: Stranka zelenih dejanj; Z.dej) és un partit eslovè ecologista. El seu congrés fundacional va tenir lloc el 8 de maig de 2021. Va ser fundat per Jure Leben, i la seva fundació va ser anunciada el gener del mateix any al Studio City Show. El partit té com a ideologia cercar un equilibri entre el progrés industrial i la preservació del medi ambient a través de mesures de protecció mediambientals. Jure Leben va ser elegida primera presidenta i Gregor Erbežnik esdevenia vicepresident. Els nous líders van escollir 119 delegats.
Els valors troncals del partit són la democràcia, la tolerància i el respecte. El partit vol introduir un impost a les begudes ensucrades (similar al que funciona a Catalunya) i als plàstics d'un sol ús no-reciclables, alhora que vol promoure mètodes sostenibles de transport, així com la descentralització i la descarbonització d'Eslovènia. Segons Leben, Eslovènia hauria de ser capaç d'escalar fins a ser una de les 20 economies més competitives de tot el món, segons els criteris del Fòrum Econòmic Mundial. Com a mesures de caràcter social, el partit se centra en l'accés de la sanitat per a tothom, així com en incrementar el nombre de treballadors, reformar el sistema educatiu i la digitalització de les escoles.

## Resultats electorals

### Assemblea Nacional
| Any  | Lider        | Vots    | %           | Escons  | +/– | Govern   |
| ---- | ------------ | ------- | ----------- | ------- | --- | -------- |
| 2022 | Robert Golob | 410,769 | 34.45% (#1) | 41 / 90 | Nou | Coalició |

### Parlament Europeu
| Any  | Líder        | Vots    | %     | Escons | +/- | Grup           |
| ---- | ------------ | ------- | ----- | ------ | --- | -------------- |
| 2024 | Irena Joveva | 147,925 | 22.15 | 2 / 9  | Nou | Renovar Europa |